# Kolonia (jednostka osadnicza)

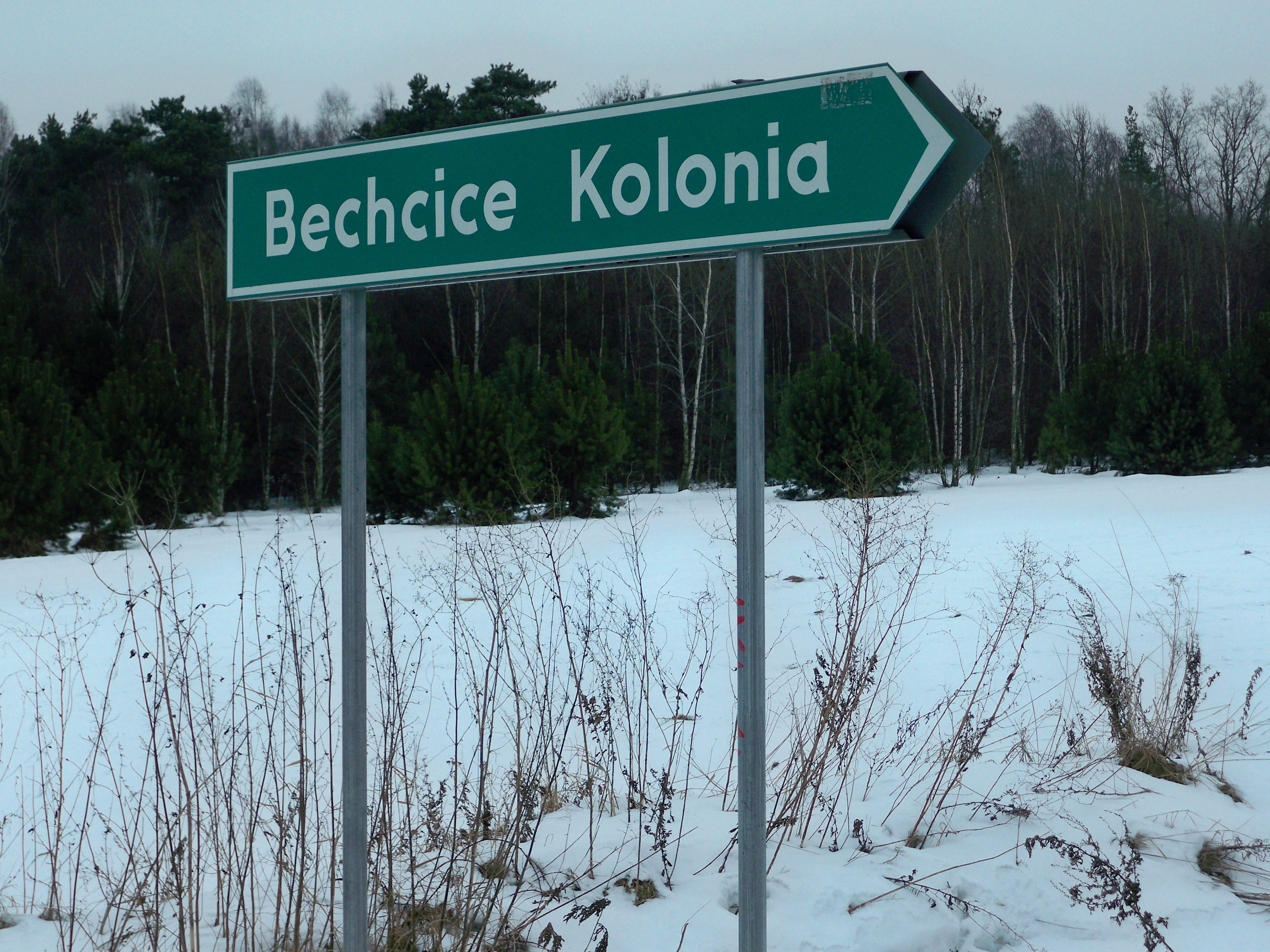
Miejscowość ze słowem Kolonia w nazwie

Kolonia – w polskim prawie jednostka osadnicza powstała w wyniku ekspansji miejscowości na terenach oddalonych od wcześniej istniejącej zabudowy, w szczególności kolonia miasta lub wsi.
W Polsce dla każdej miejscowości określa się jej rodzaj. Kolonia jest rodzajem miejscowości.